# Spoorlijn Stralsund - Sassnitz
De spoorlijn Stralsund - Sassnitz is een Duitse spoorlijn gelegen in de deelstaat Mecklenburg-Voor-Pommeren en als spoorlijn 6321 onder beheer van DB Netze.

## Geschiedenis
Het traject werd door de Angermünde-Stralsunder Eisenbahn in fases geopend.
- 1 juli 1891: Bergen auf Rügen - Sassnitz
- 1 mei 1897: Sassnitz - Sassnitz haven, veerboot naar Trelleborg
- 5 oktober 1936: Stralsund - Altefähre met een dam en een hefbrug

## Treindiensten

### DB
De Deutsche Bahn verzorgt het personenvervoer op dit traject met RB treinen.
De Deutsche Bahn AG gebruikt sinds 2007 voor deze treindienst treinstellen van het type 429.

## Aansluitingen
In de volgende plaatsen is of was er een aansluiting van de volgende spoorlijnen:

### Stralsund
- Rostock - Stralsund, spoorlijn tussen Rostock en Stralsund
- Angermünde - Stralsund, spoorlijn tussen Angermünde en Stralsund
- Stralsund - Berlijn, spoorlijn tussen Stralsund en Berlijn
- Stralsund - Tribsees, Stralsund - Tribseeser Eisenbahn (StTr), spoorlijn tussen Stralsund en Tribsees
- Franzburgen Kreisbahnen (FKB), 1000 mm spoorlijn tussen Stralsund en Klausdorf / Barth

### Altefähre
- Rügensche Kleinbahn, 750 mm spoorlijn tussen Altefähr en Bergen auf Rügen

### Bergen auf Rügen
- Bergen - Lauterbach Mole, spoorlijn tussen Bergen auf Rügen en Lauterbach Mole
- Rügensche Kleinbahn, 750 mm spoorlijn tussen Wittower Fähre en Bergen auf Rügen

### Lietzow
- Lietzow - Ostseebad Binz spoorlijn tussen Lietzow en Ostseebad Binz

### Sassnitz-Mukran
- Königslinie, Veerboot Sassnitz - Trelleborg
- Veerboot Sassnitz-Mukran - Klaipėda

### Sassnitz
- Königslinie, Veerboot Sassnitz - Trelleborg

## Elektrische tractie
Het traject werd op 27 mei 1989 geëlektrificeerd met een spanning van 15.000 volt 16 2/3 Hz wisselstroom.